# Jacques de Casembroot
Jacques Louis Georges Auguste de Casembroot , né à Bruxelles le 19 novembre 1903 et mort à Boulogne-Billancourt le 7 novembre 1988, est un réalisateur français d'origine belge. 
Il aurait utilisé le pseudonyme de Jean Milva pour réaliser Le Perroquet vert, film dont il était le scénariste.

## Biographie
Sa carrière s'échelonne de 1928 (premier titre connu : Ernest et Amélie ou Le cruel destin) à 1971 (dernier titre connu : Les Rencontres de Mérimée). Ce réalisateur très important dans le domaine du court métrage a montré un grand savoir-faire dans une série de documentaires à l'écriture très soignée. Parmi ses œuvres de fiction, on lui doit notamment L'Ange gardien (1942).
Mort à la veille de ses 85 ans, Jacques de Casembroot est inhumé au cimetière du Parc à Clamart non loin de la sépulture de sa compatriote l'actrice Laure Paillette.

## Filmographie

### Réalisateur
- 1928 : Ernest et Amélie ou Le cruel destin, court-métrage
- 1929 : Les Taciturnes, court-métrage
- 1931 : Laurette ou le Cachet rouge
- 1931 : Chambre 28
- 1933 : Mimosa bar
- 1933 : La Dernière Nuit
- 1934 : L'Assassin est parmi nous, court-métrage
- 1936 : Appartement à louer / A louer meublé, court-métrage réalisé avec Gilbert de Kniff
- 1937 : Travail de nuit, court-métrage
- 1942 : L'Ange gardien
- 1947 : Tierce à cœur
- 1948 : Combourg, visage de pierre, documentaire
- 1949 : La Lanterne des morts, documentaire
- 1952 : Jocelyn
- 1958 : Vincennes, cité royale, documentaire
- 1960 : Vivant sous le même ciel, documentaire
- 1962 : Une petite annonce, court-métrage
- 1963 : Jean de la Fontaine, documentaire
- 1963 : Malmaison, documentaire
- 1964 : La Chapelle de Ronchamp, documentaire
- 1964 : L'Abbaye du Thoronet, documentaire
- 1965 : Le Salon de l'Europe. Madame de Staël, documentaire

### Assistant réalisateur
- 1945 : La Fiancée des ténèbres de Serge de Poligny
- 1946 : L'Homme au chapeau rond de Pierre Billon
- 1947 : Les Chouans d'Henri Calef
- 1948 : Bagarres d'Henri Calef

### Scénariste
- 1929 : Le Perroquet vert de Jean Milva
- 1929 : Les Taciturnes
- 1937 : L'Assassin est parmi nous
- 1937 : Travail de nuit
- 1950 : Mystère à Shanghai de Roger Blanc
- 1958 : Vincennes, cité royale
- 1963 : Malmaison

### Monteur
- 1930 : Le Secret du docteur de Charles de Rochefort
- 1942 : L'Âge d'or de Jean de Limur

### Coopérateur technique
- 1946 : Jéricho d'Henri Calef

### Producteur
- 1934 : L'Assassin est parmi nous